# Champfleur
Champfleur est une commune française, située dans le département de la Sarthe en région Pays de la Loire, peuplée de 1 303 habitants.
La commune fait partie de la province historique du Maine.

## Géographie
Le bourg à 2 km de la forêt de Perseigne. La commune n'est distante que de 5 km d'Alençon, préfecture de l'Orne, alors que Le Mans, préfecture de la Sarthe dans laquelle Champfleur se trouve est à 42 km. Elle est située entre Maine et Normandie, entre Campagne d'Alençon et Saosnois.
La sortie no 19 de l'A28 (Alençon-Sud) se trouve à 3 km du bourg.
La ligne 6 ou 8 du Réseau de transport de la Sarthe permet aux collégiens de se rendre au collège Normandie-Maine d'Ancinnes. La commune est desservie par le réseau de bus Alto. Ce réseau fait partie des Transports Urbains de la Communauté Urbaine d’Alençon. Champfleur fait partie des lignes Iténéo 3, Iténéo Access, Domino 11.
| Arçonnay | Saint-Paterne |                        |
| Bérus    | Champfleur    | Saint-Rigomer-des-Bois |
| Béthon   | Chérisay      | Ancinnes               |

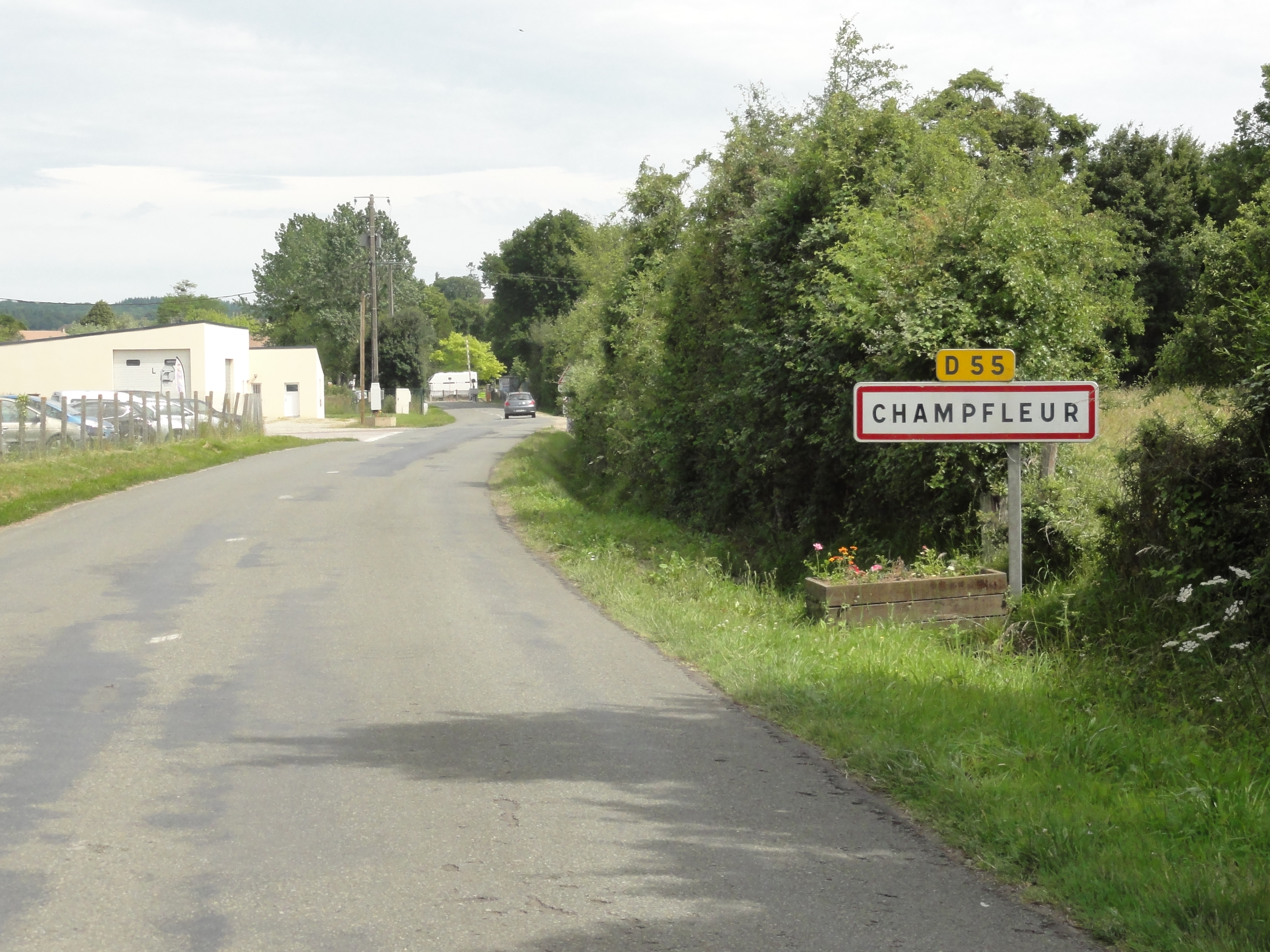
Entrée de Champfleur.
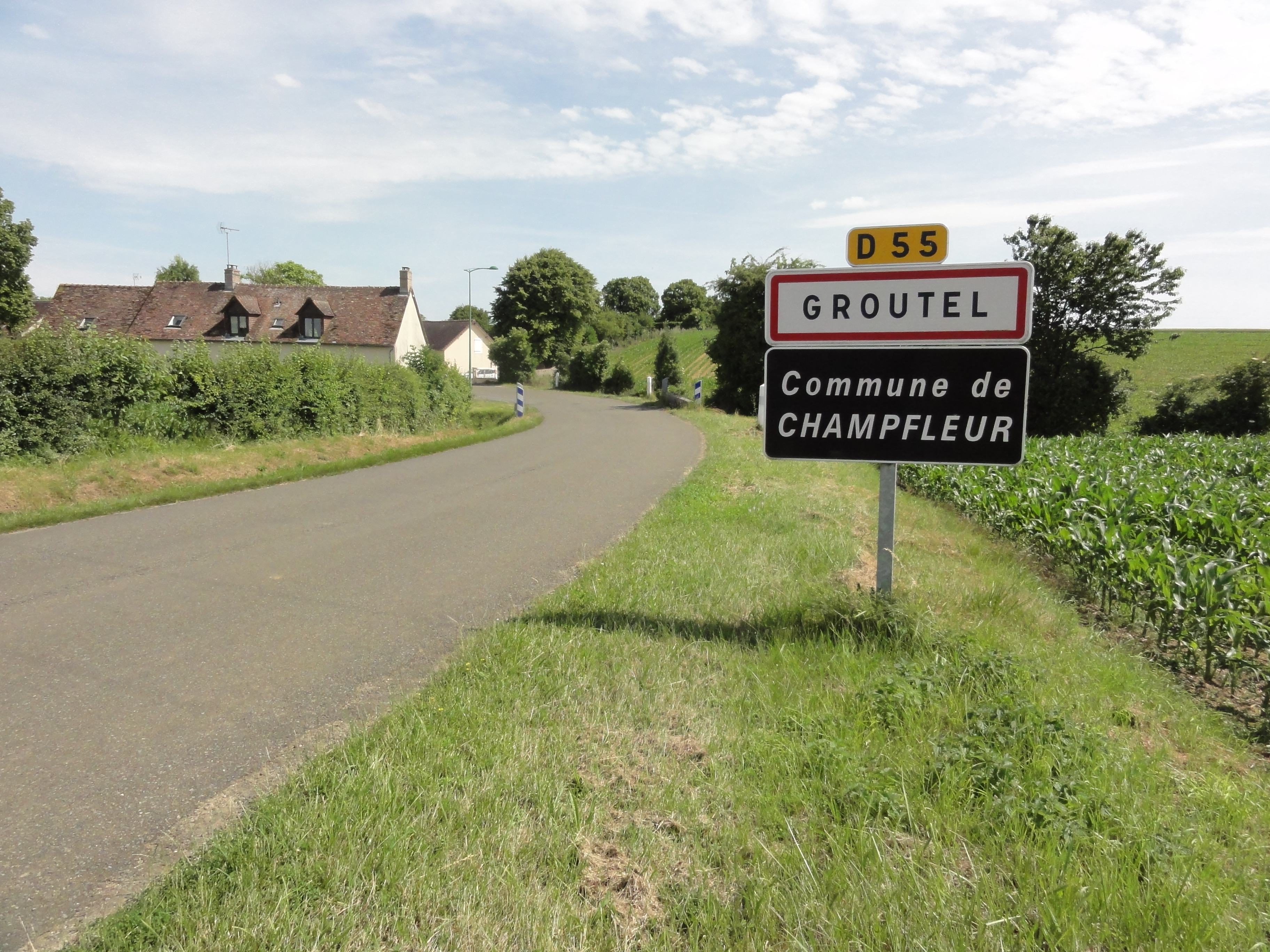
Entrée du hameau de Groutel.
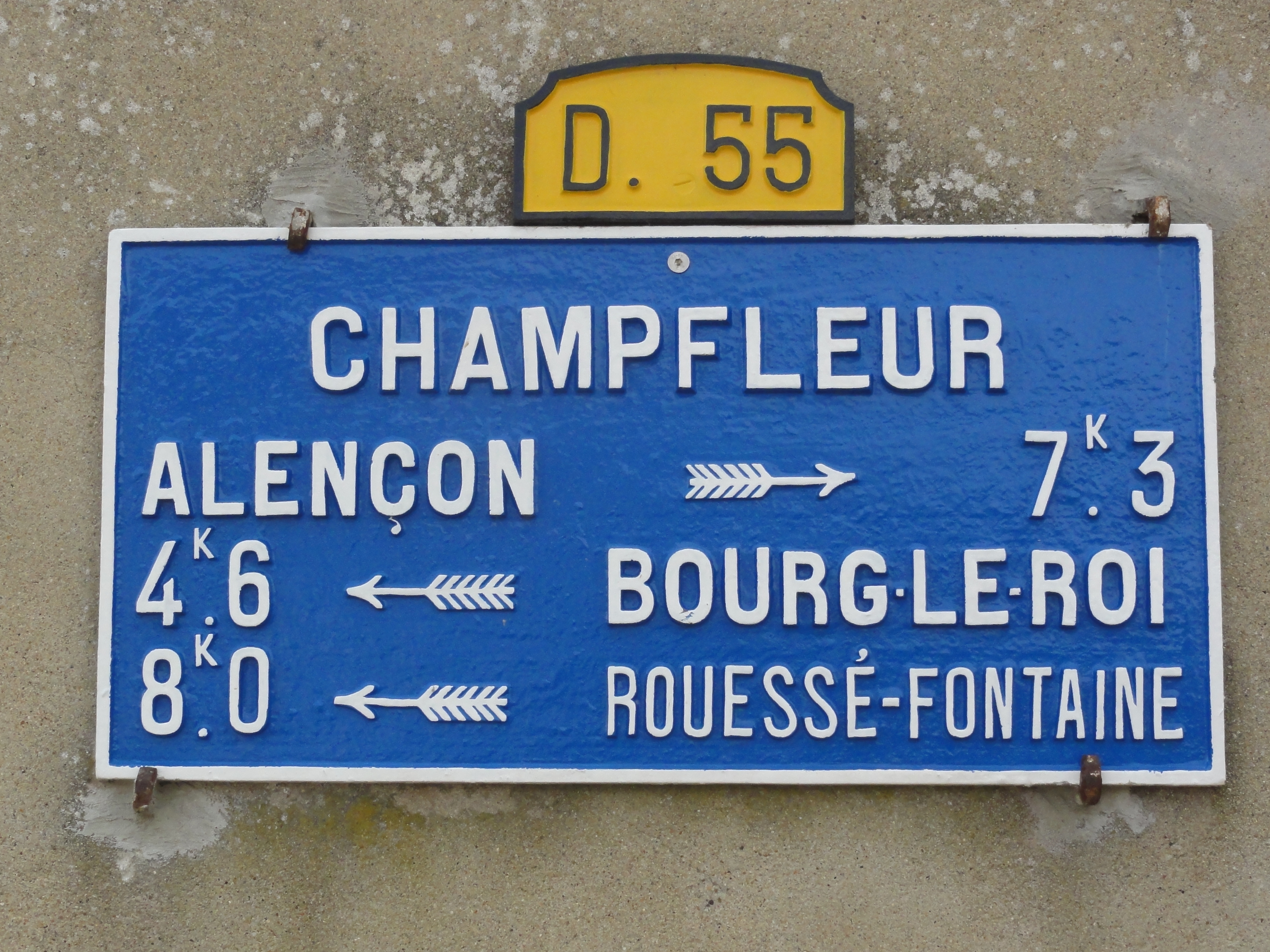
Plaque de cocher.

### Climat
Pour des articles plus généraux, voir Climat des Pays de la Loire et Climat de la Sarthe.
En 2010, le climat de la commune est de type climat océanique dégradé des plaines du Centre et du Nord, selon une étude du CNRS s'appuyant sur une série de données couvrant la période 1971-2000. En 2020, Météo-France publie une typologie des climats de la France métropolitaine dans laquelle la commune est dans une zone de transition entre le climat océanique et le climat océanique altéré et est dans la région climatique  Normandie (Cotentin, Orne), caractérisée par une pluviométrie relativement élevée (850 mm/a) et un été frais (15,5 °C) et venté. 
Pour la période 1971-2000, la température annuelle moyenne est de 10,7 °C, avec une amplitude thermique annuelle de 14,1 °C. Le cumul annuel moyen de précipitations est de 743 mm, avec 12,2 jours de précipitations en janvier et 7,3 jours en juillet. Pour la période 1991-2020, la température moyenne annuelle observée sur la station météorologique de Météo-France la plus proche, « Alençon - Valframbert », sur la commune d'Alençon à 6 km à vol d'oiseau, est de 11,3 °C et le cumul annuel moyen de précipitations est de 743,7 mm,. Pour l'avenir, les paramètres climatiques de la commune estimés pour 2050 selon différents scénarios d'émission de gaz à effet de serre sont consultables sur un site dédié publié par Météo-France en novembre 2022.

## Urbanisme

### Typologie
Au 1er janvier 2024, Champfleur est catégorisée bourg rural, selon la nouvelle grille communale de densité à sept niveaux définie par l'Insee en 2022.
Elle est située hors unité urbaine. Par ailleurs la commune fait partie de l'aire d'attraction d'Alençon, dont elle est une commune de la couronne,. Cette aire, qui regroupe 89 communes, est catégorisée dans les aires de 50 000 à moins de 200 000 habitants,.

### Occupation des sols
L'occupation des sols de la commune, telle qu'elle ressort de la base de données européenne d’occupation biophysique des sols Corine Land Cover (CLC), est marquée par l'importance des territoires agricoles (88,2 % en 2018), une proportion sensiblement équivalente à celle de 1990 (87,7 %). La répartition détaillée en 2018 est la suivante : 
terres arables (54,1 %), prairies (34,1 %), forêts (6,5 %), zones urbanisées (5,3 %). L'évolution de l’occupation des sols de la commune et de ses infrastructures peut être observée sur les différentes représentations cartographiques du territoire : la carte de Cassini (XVIIIe siècle), la carte d'état-major (1820-1866) et les cartes ou photos aériennes de l'IGN pour la période actuelle (1950 à aujourd'hui).

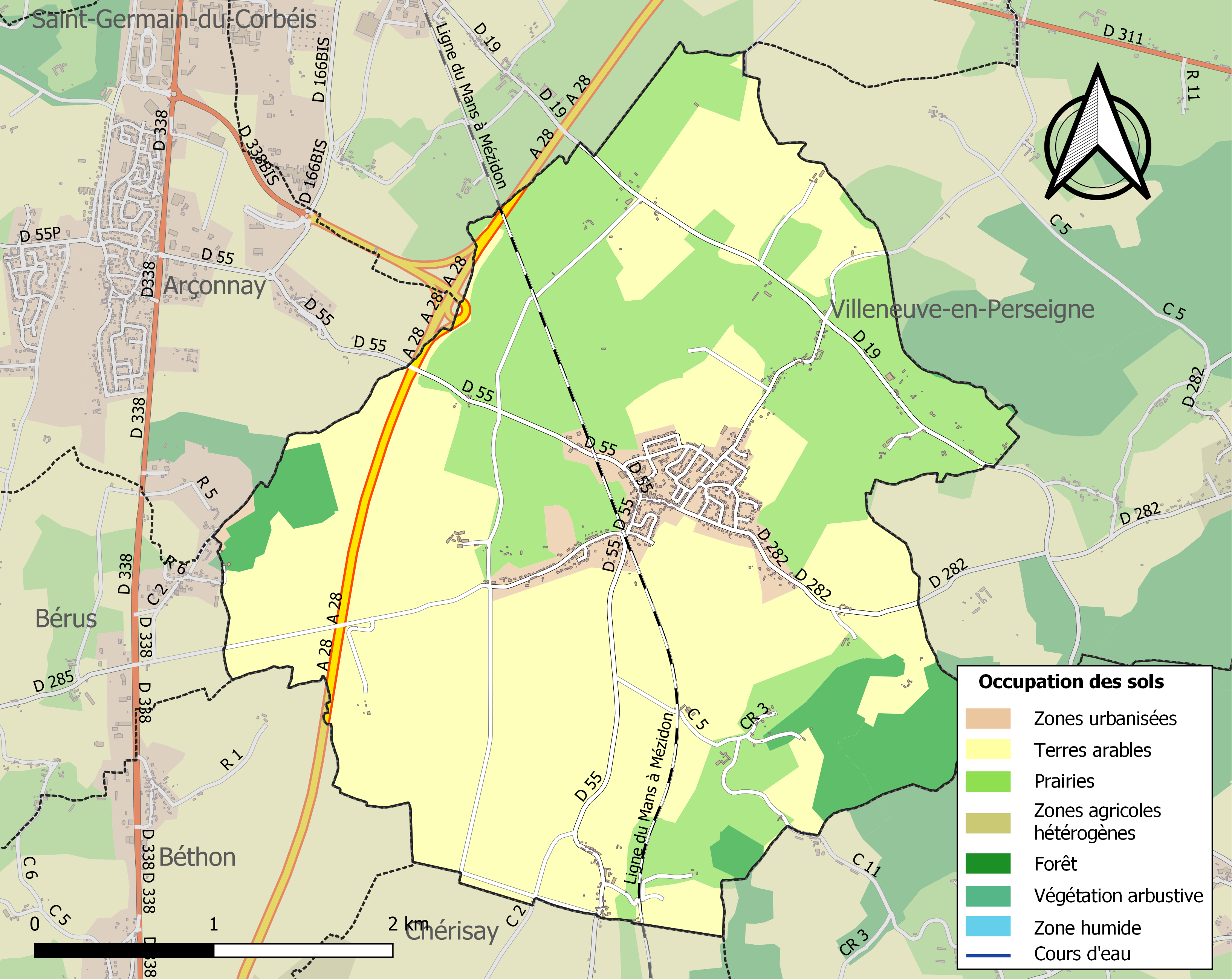
Carte des infrastructures et de l'occupation des sols de la commune en 2018 (CLC).

## Toponymie
Fait partie des noms en -fleur obscurs tels Montfleur. Homonymie avec Camfleur, ancienne commune de l'Eure, dont la phonétique est normande. Les transcriptions latines Campus Floridus « champ fleuri », tardives, sont à prendre avec réserve.
Sans rapport non plus avec les toponymes normands Honfleur, Harfleur, Vittefleur, Barfleur, Crémanfleur et la Gerfleur anciennement en -fleu, terme normand signifiant rivière.
Le gentilé est Champflorain.

## Politique et administration
| Période                                  | Période   | Identité         | Étiquette | Qualité                            |
| ---------------------------------------- | --------- | ---------------- | --------- | ---------------------------------- |
| (avant 2001)                             | mars 2008 | Pierre Langlais  |           |                                    |
| mars 2008                                | mai 2020  | François Hanoy   | SE        | Technicien agricole                |
| mai 2020                                 | En cours  | Brigitte Zéniter | SE        | Retraitée de l’Éducation nationale |
| Les données manquantes sont à compléter. |           |                  |           |                                    |

Le nombre d'habitants, au dernier recensement, étant compris entre 500 et 1499, le nombre de membres du conseil municipal est de 15.

## Démographie
L'évolution du nombre d'habitants est connue à travers les recensements de la population effectués dans la commune depuis 1793. Pour les communes de moins de 10 000 habitants, une enquête de recensement portant sur toute la population est réalisée tous les cinq ans, les populations de référence des années intermédiaires étant quant à elles estimées par interpolation ou extrapolation. Pour la commune, le premier recensement exhaustif entrant dans le cadre du nouveau dispositif a été réalisé en 2008.
En 2022, la commune comptait 1 303 habitants, en évolution de −5,1 % par rapport à 2016 (Sarthe : −0,25 %, France hors Mayotte : +2,11 %).
| 1793 | 1800 | 1806 | 1821 | 1831 | 1836 | 1841 | 1846 | 1851 |
| ---- | ---- | ---- | ---- | ---- | ---- | ---- | ---- | ---- |
| 599  | 598  | 685  | 630  | 627  | 657  | 651  | 650  | 624  |

| 1856 | 1861 | 1866 | 1872 | 1876 | 1881 | 1886 | 1891 | 1896 |
| ---- | ---- | ---- | ---- | ---- | ---- | ---- | ---- | ---- |
| 640  | 620  | 615  | 595  | 573  | 551  | 531  | 458  | 464  |

| 1901 | 1906 | 1911 | 1921 | 1926 | 1931 | 1936 | 1946 | 1954 |
| ---- | ---- | ---- | ---- | ---- | ---- | ---- | ---- | ---- |
| 479  | 423  | 414  | 457  | 441  | 430  | 416  | 435  | 442  |

| 1962 | 1968 | 1975 | 1982  | 1990  | 1999  | 2006  | 2008  | 2013  |
| ---- | ---- | ---- | ----- | ----- | ----- | ----- | ----- | ----- |
| 451  | 435  | 589  | 1 056 | 1 117 | 1 118 | 1 342 | 1 405 | 1 400 |

| 2018  | 2022  | - | - | - | - | - | - | - |
| ----- | ----- | - | - | - | - | - | - | - |
| 1 343 | 1 303 | - | - | - | - | - | - | - |

## Enseignement

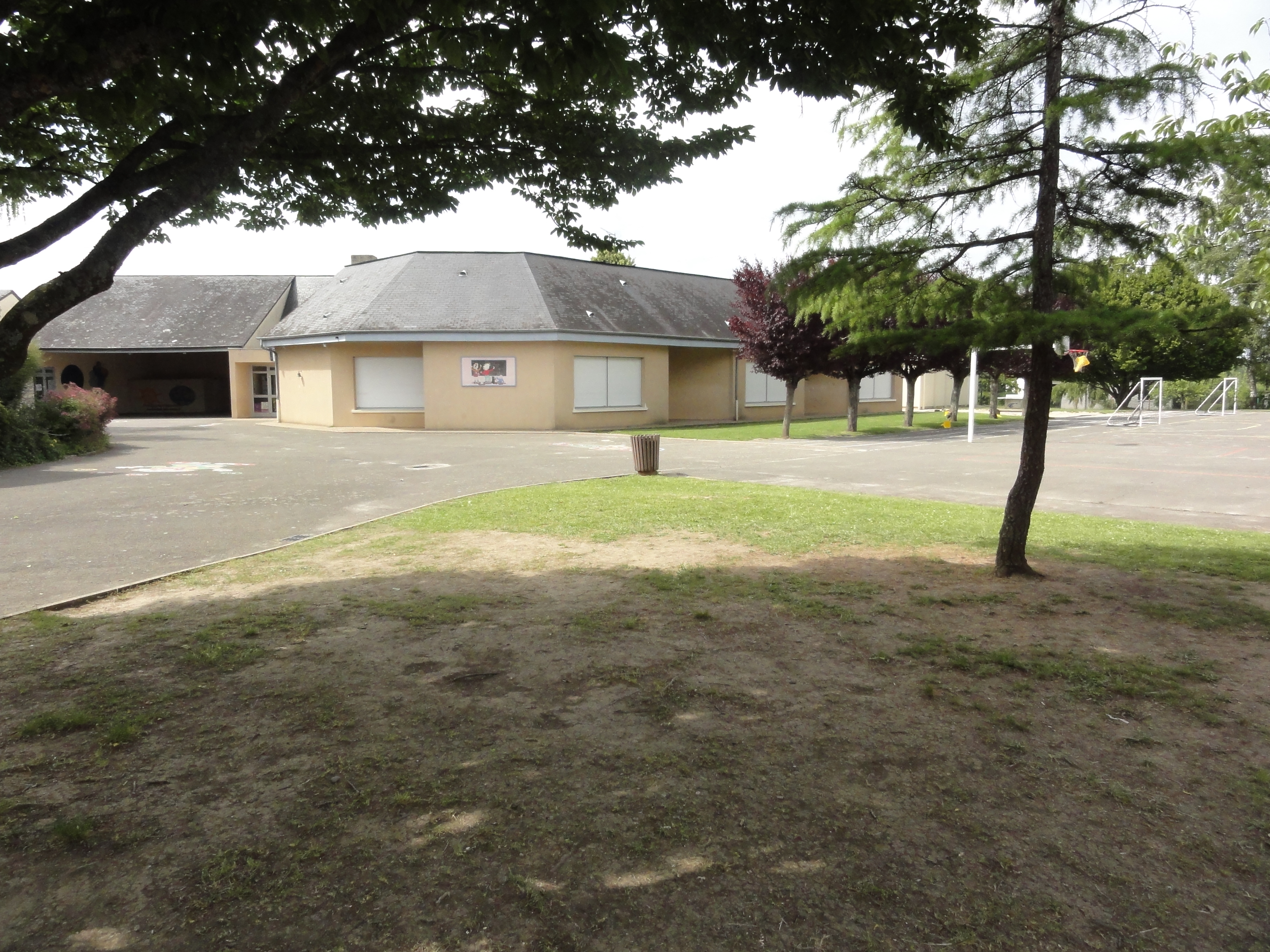
L’école.

## Lieux et monuments
Les lieux remarquables de la commune sont pour l'essentiel issus du patrimoine religieux et en particulier du couvent des (1836-2004).
- Couvent des sœurs franciscaines.
- Cimetière des sœurs franciscaines avec statue de la Vierge.
- Église Saint-Martin.
- Chapelles.
- Lavoir à plancher suspendu (1885, rénové en 2003).

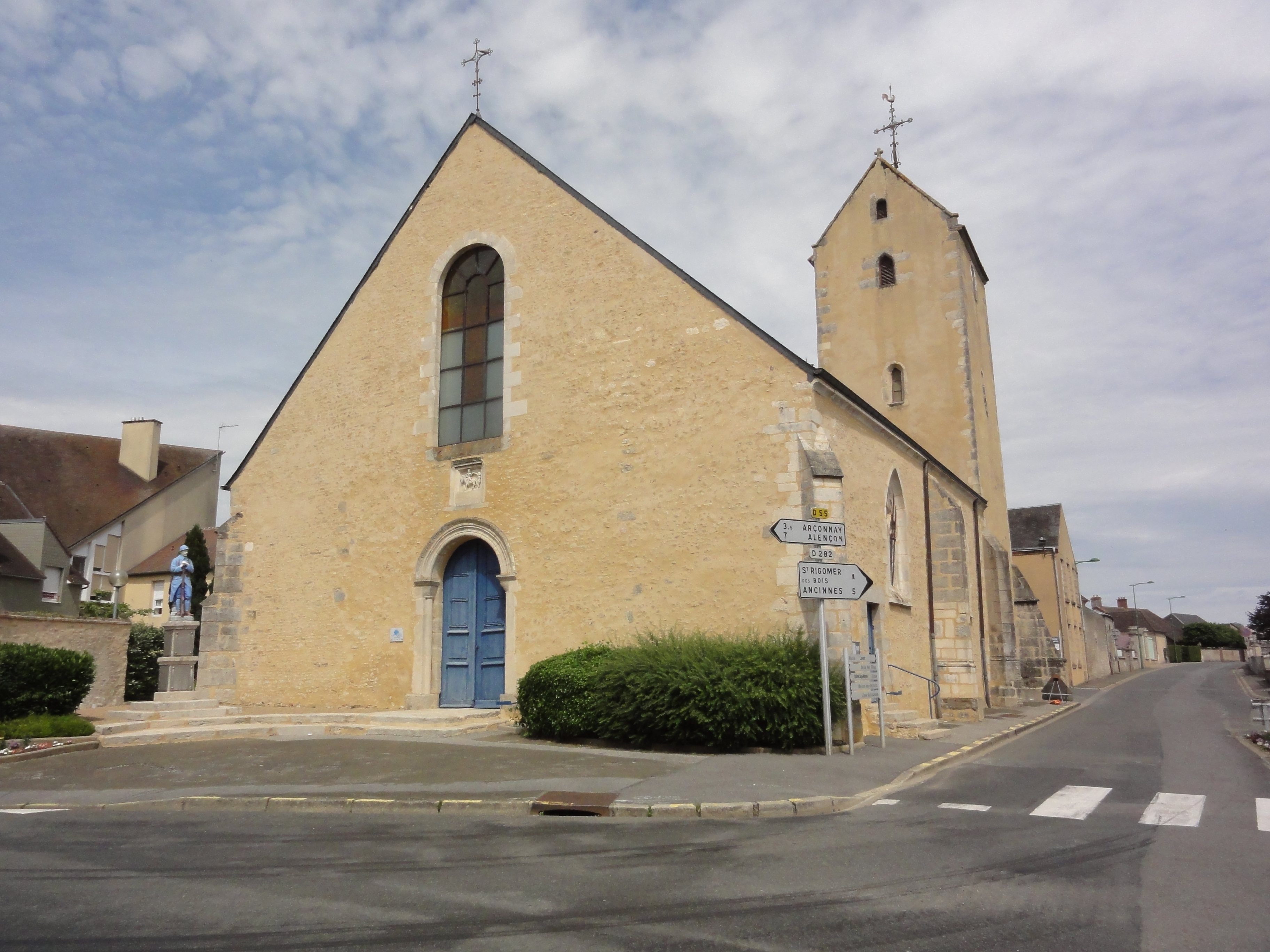
L'église Saint-Martin.
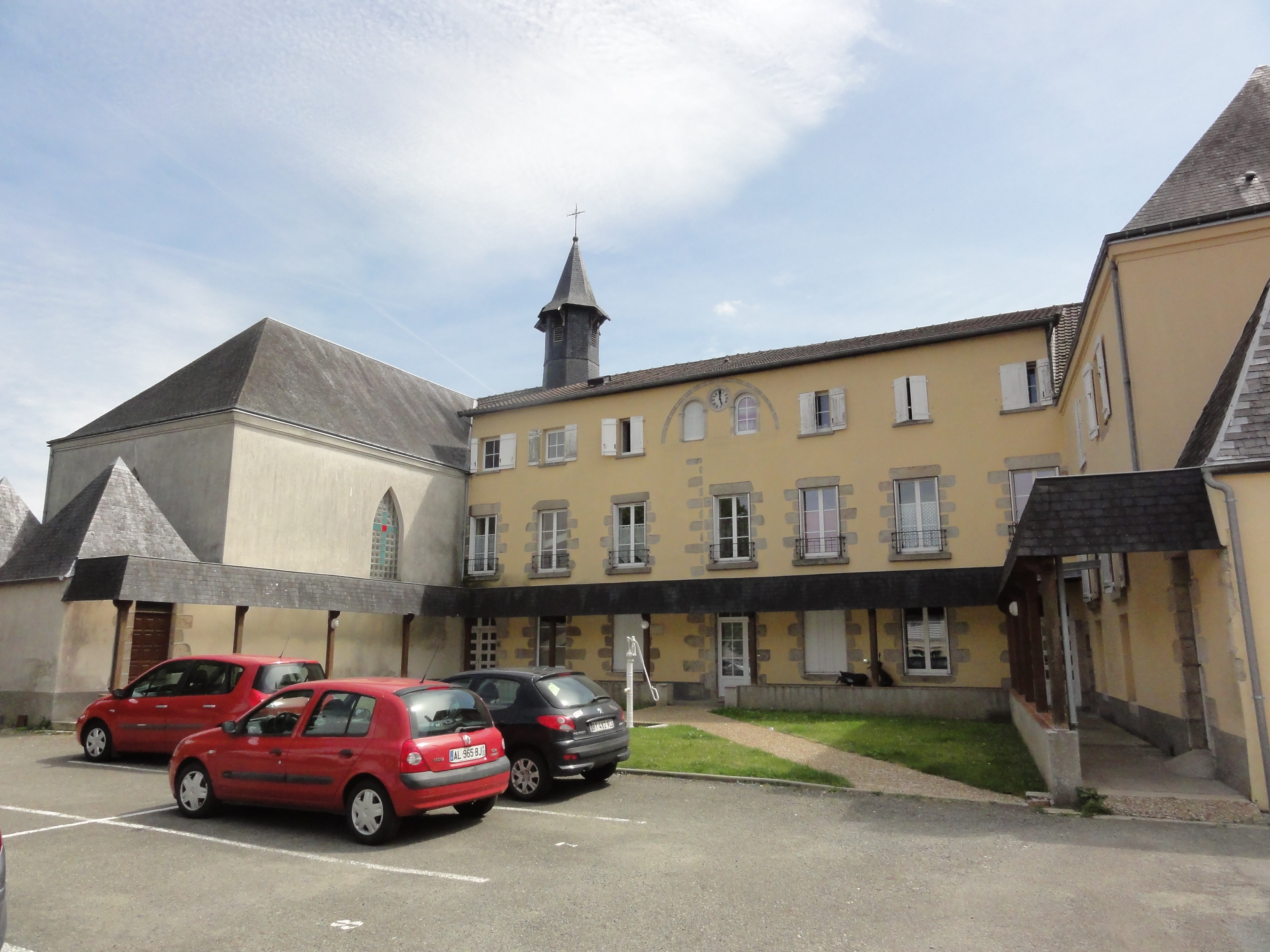
Le couvent des sœurs franciscaines, coté cour.
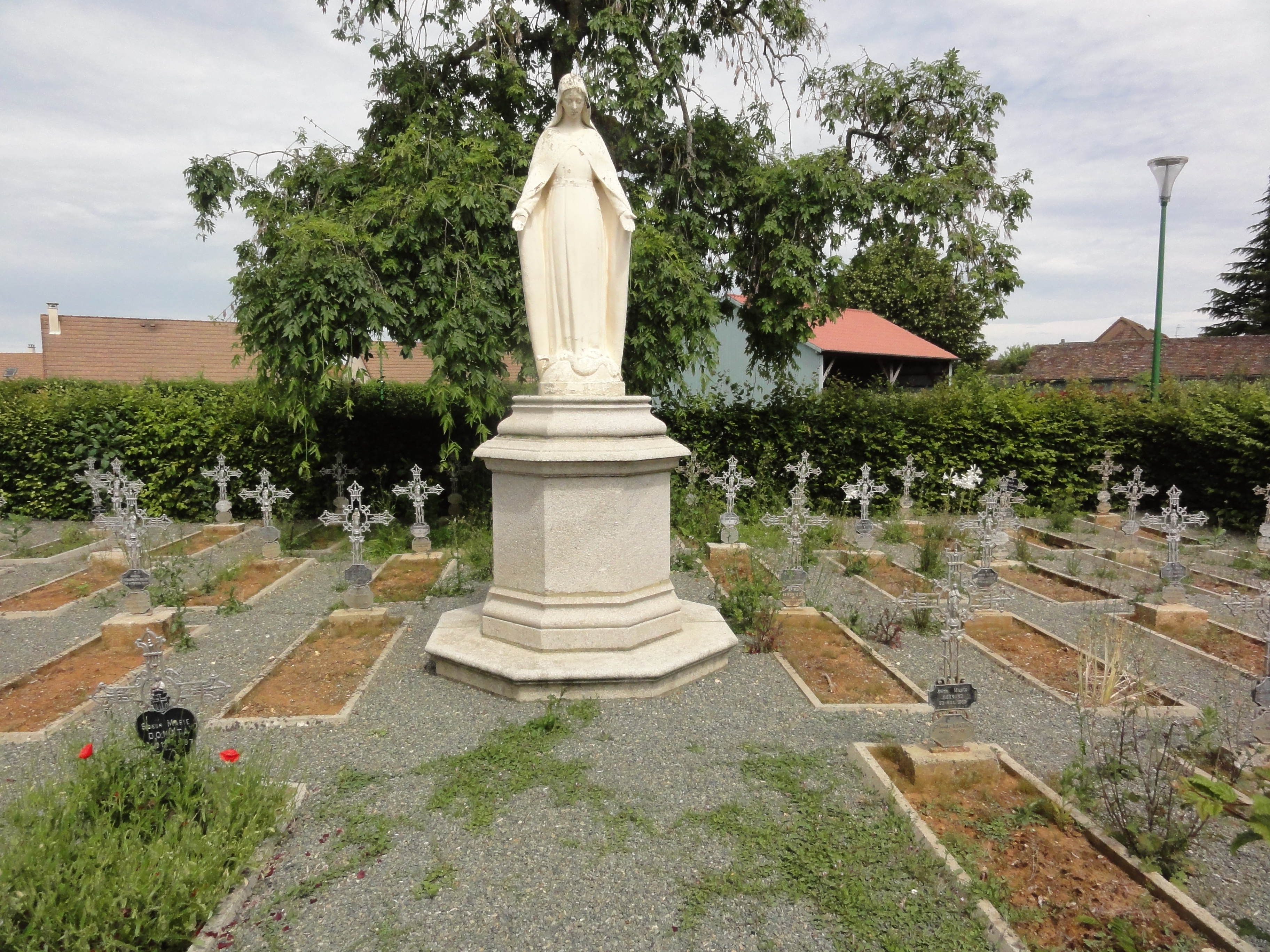
Le cimetière des sœurs franciscaines.
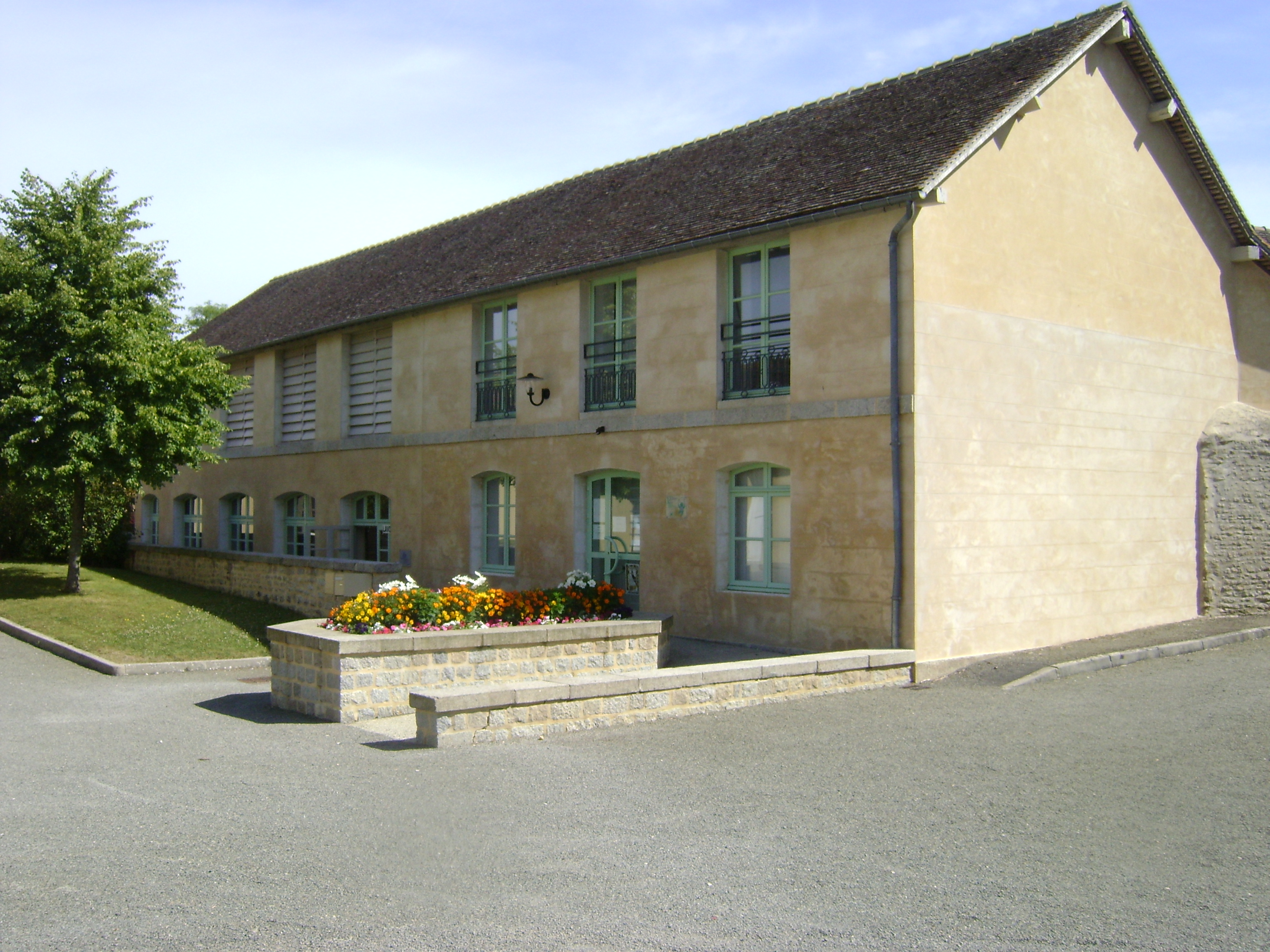
Le lavoir du couvent des sœurs franciscaines.
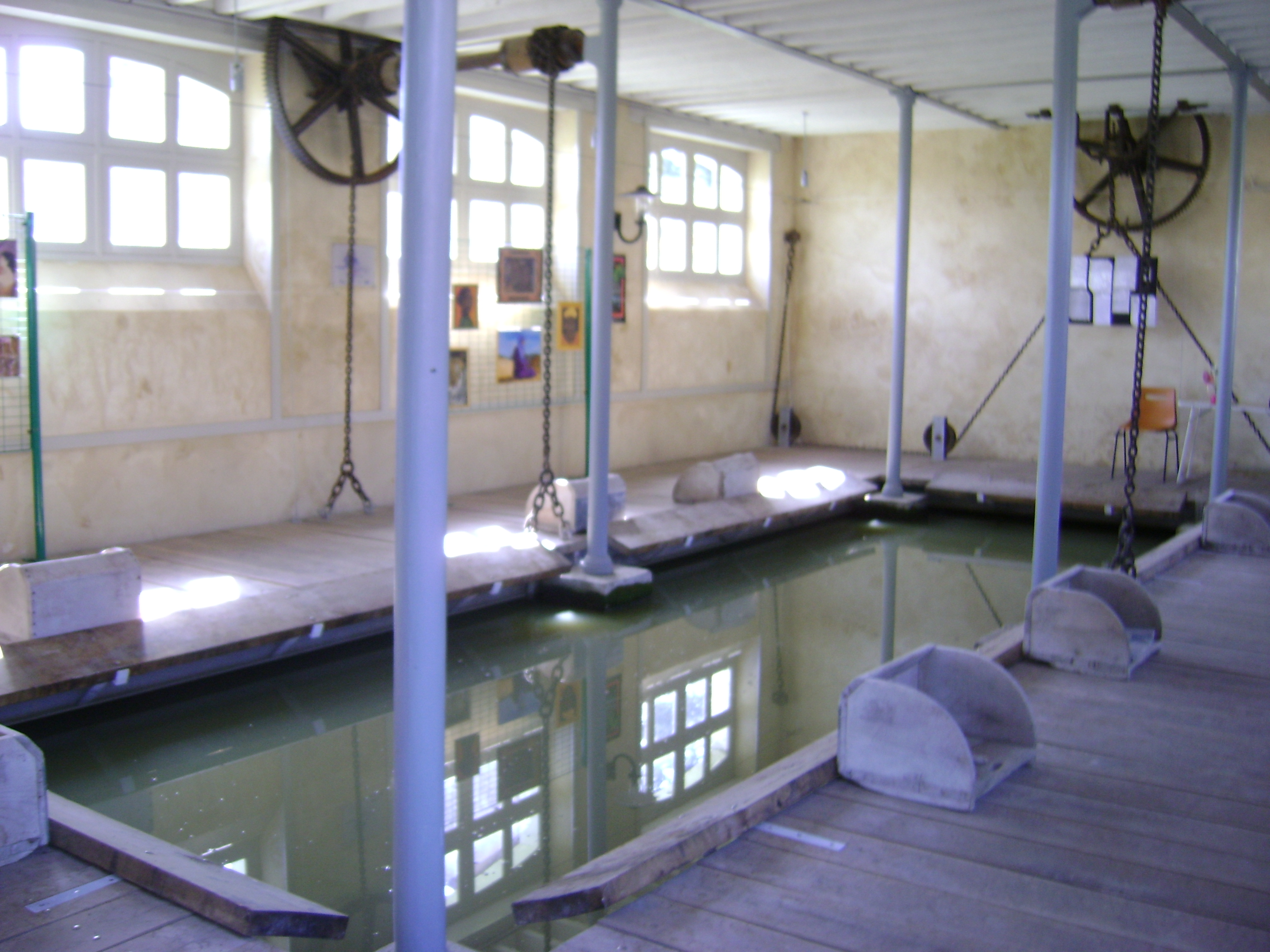
Lavoir du couvent, intérieur.
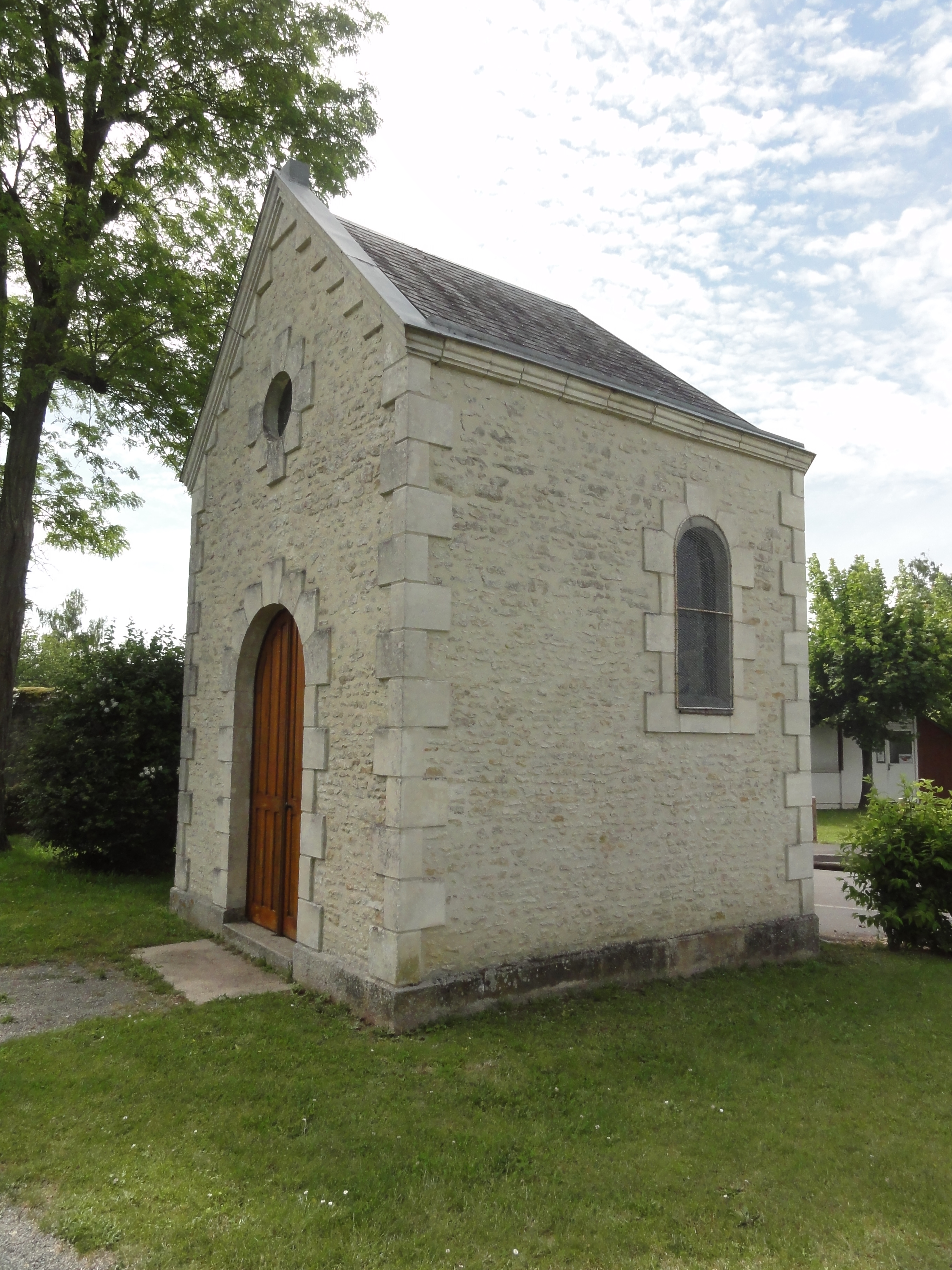
Une des chapelles.

### Mémoriaux de guerre

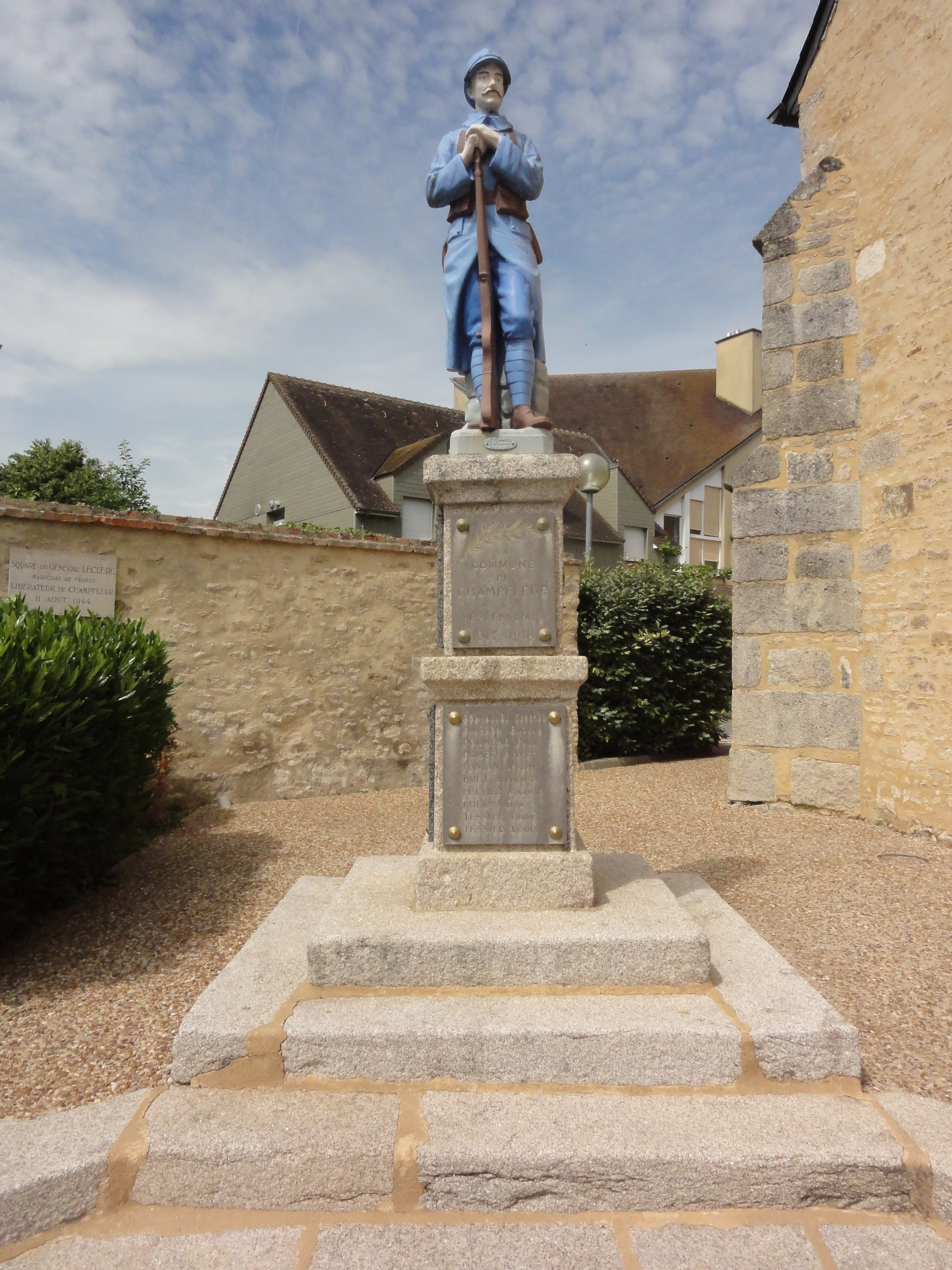
Le monument aux morts.
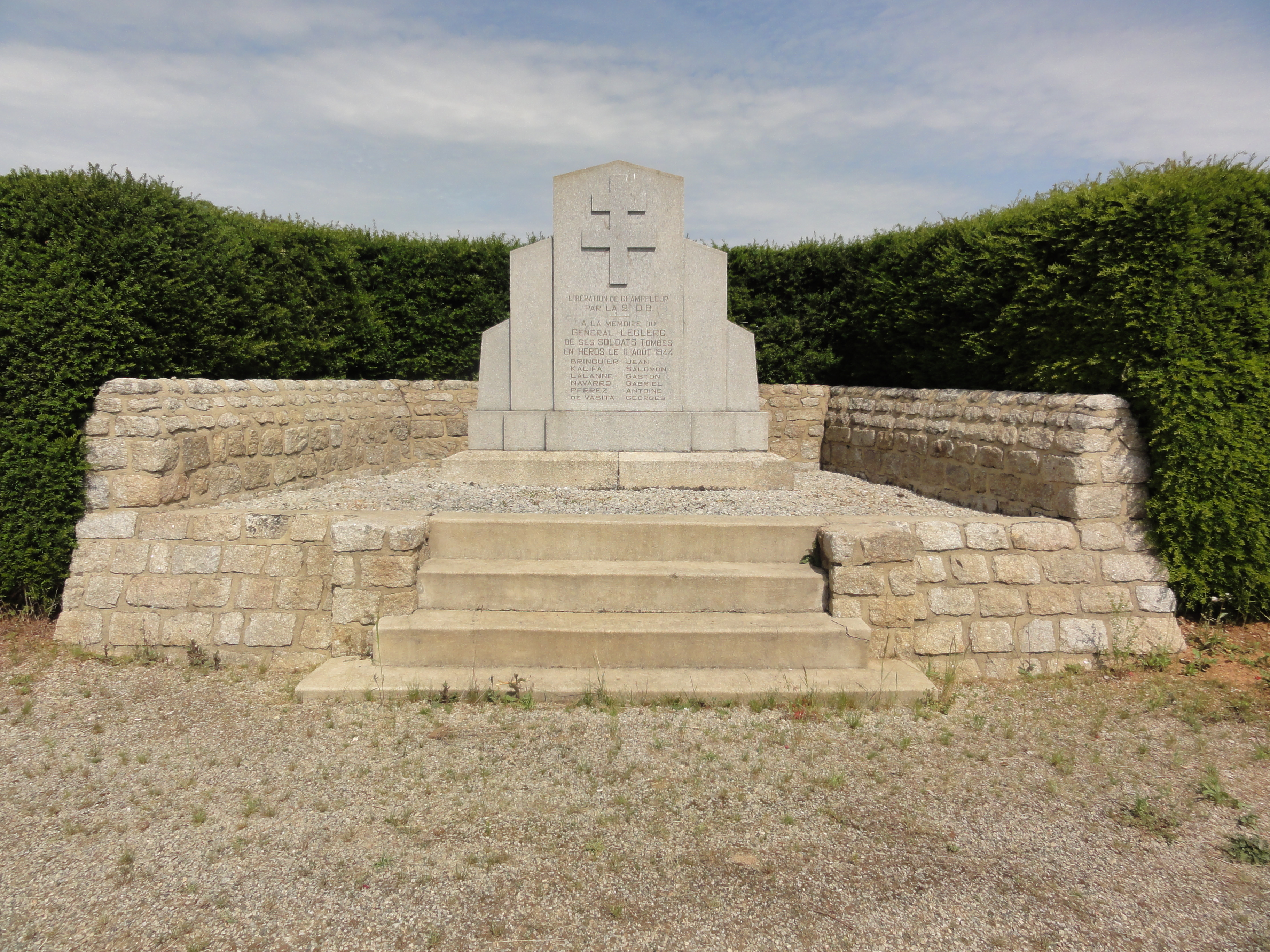
Le mémorial de la libération de Champfleur.
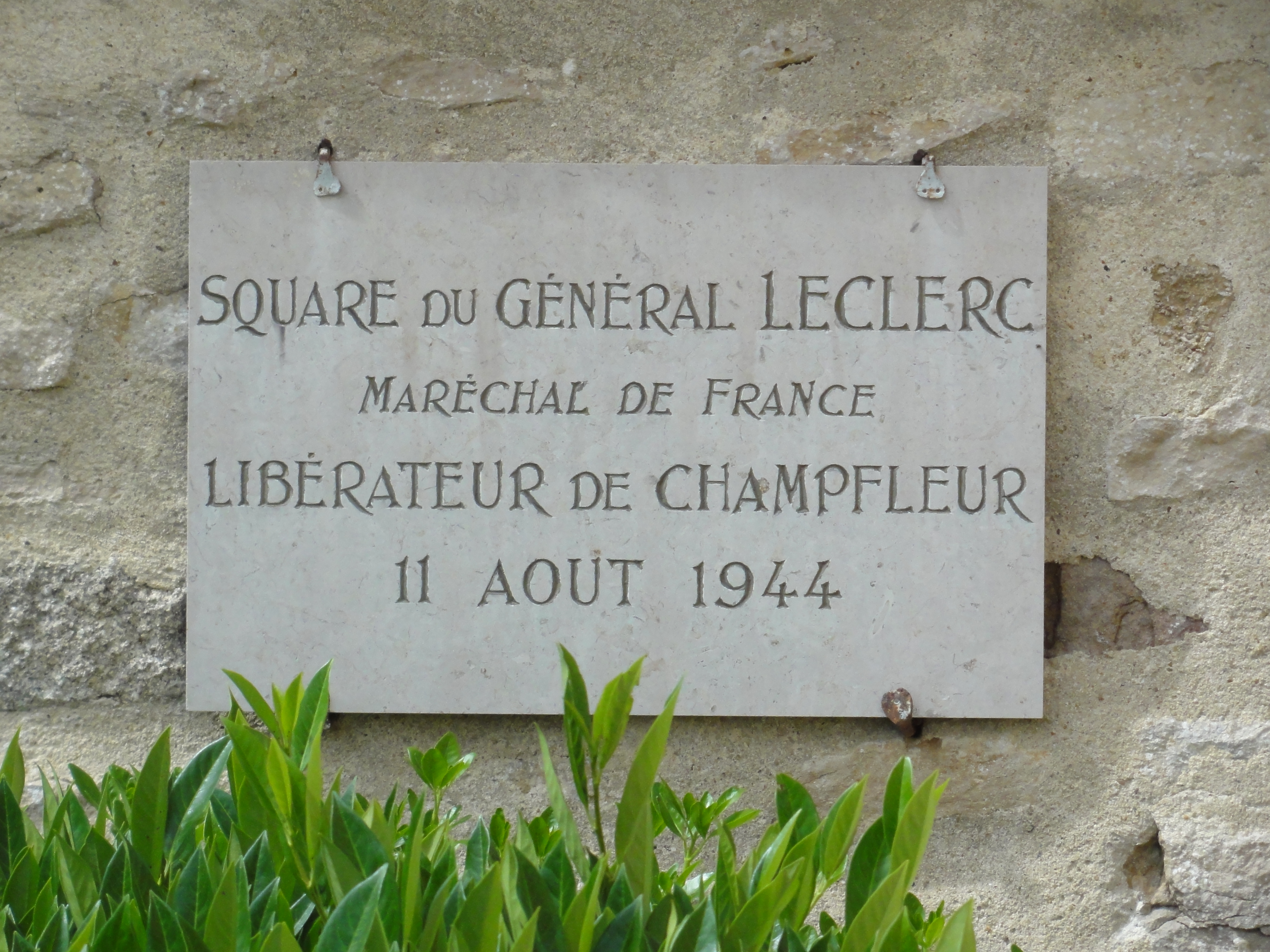
Le square général Leclerc, 1944.

- Le monument aux morts.
- Le mémorial de la libération de Champfleur.
- La plaque du square général Leclerc.

## Activité et manifestations

### Vie culturelle

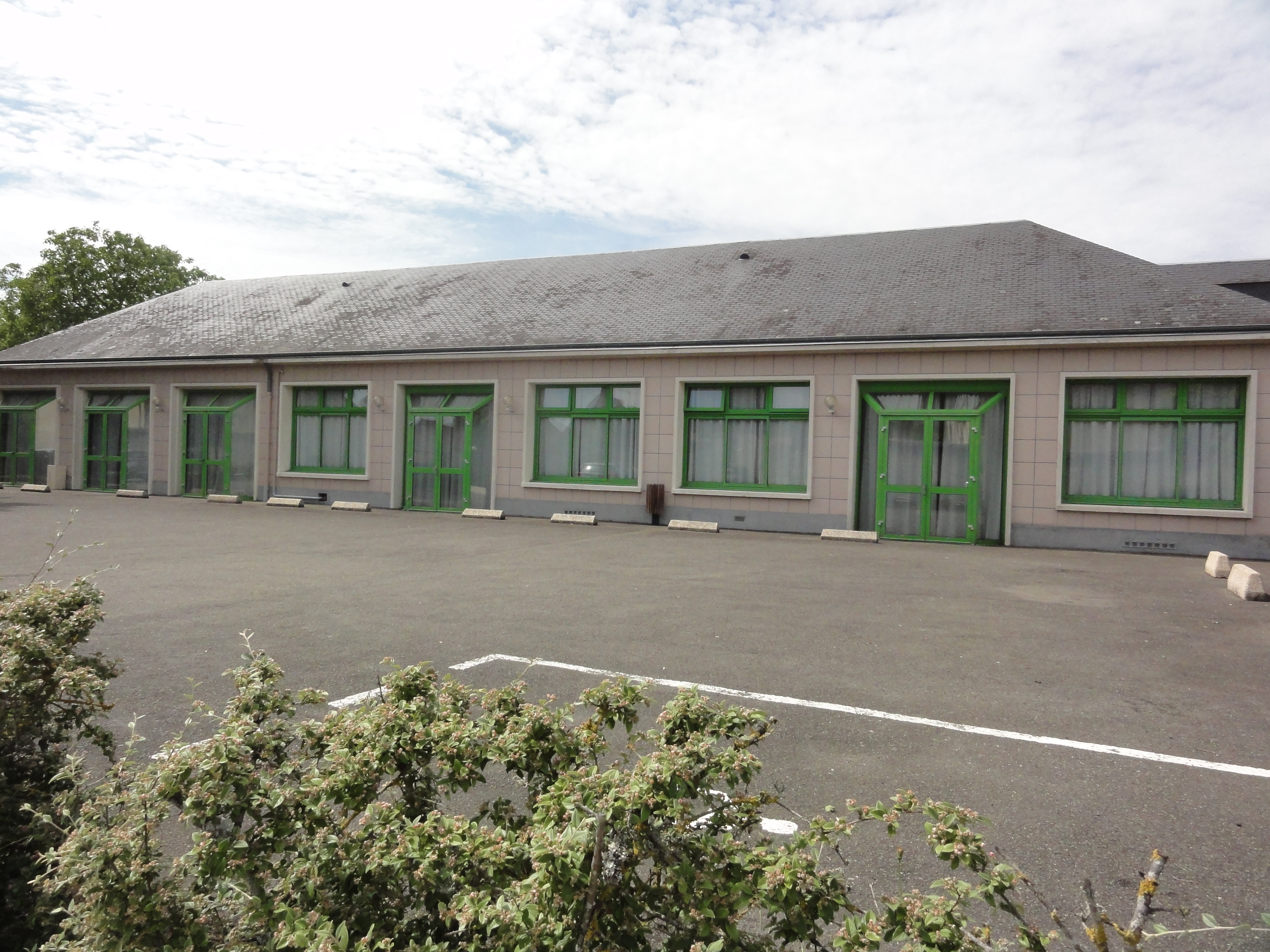
La salle des fêtes